# Persévérance (2022)
Pour les articles homonymes, voir Persévérance.
La Persévérance est une goélette construite pour l'avitaillement de la station océanographique Polar Pod de  Jean-Louis Étienne. Elle est mise à l'eau le 28 novembre 2022 à Hô Chi Minh-Ville au Vietnam. Son port d'attache est Brest.

## Histoire
La Persévérance est destinée dès sa conception à l'avitaillement de la station océanographique Polar Pod de Jean-Louis Étienne. Construite à Hô Chi Minh-Ville au Vietnam, dans une filiale des chantiers français Piriou, elle est mise à l'eau le 28 novembre 2022. Son baptême et sa mise en service ont lieu à Marseille le 14 juin 2023.
En janvier / février 2024 la Persévérance mène une campagne scientifique dans l'océan Austral. En octobre / novembre 2024, elle en mène une autre dans les eaux de l'extrême nord de la Norvège pour traquer la signature acoustique d'espèces sous-marine et évaluer leur nombre et leur activité.

## Caractéristiques, données techniques et évolutions
La goélette a été dessinée par Olivier Petit, le « père » du voilier polaire Tara, en collaboration avec le designer naval VPLP. Sa coque en aluminium est longue de 42 mètres pour 11 de large, et 4,15 mètres de tirant d'eau au maximum. Elle dispose de deux mâts égaux de 33 mètres pour une surface vélique totale de 730 m2.
La Persévérance comporte deux ponts. Sur le  pont supérieur, en partie arrière se trouve une zone technique inclinée pour remonter l'annexe. Celle-ci est spéciale, c'est une sorte de jet-ski sans hélice avec 300 chevaux couplé à un semi-rigide dans lequel il vient s'emboîter. Plus avant, après une zone pour les transferts et les manutentions, puis un sas, se trouvent l'infirmerie, puis deux fois trois cabines doubles pour les passagers et le quartier équipage. Au pont inférieur, se trouvent les zones de stockage matériels et avitaillements, la salle des machines, une salle de réunion et une salle de travail pour les scientifiques.

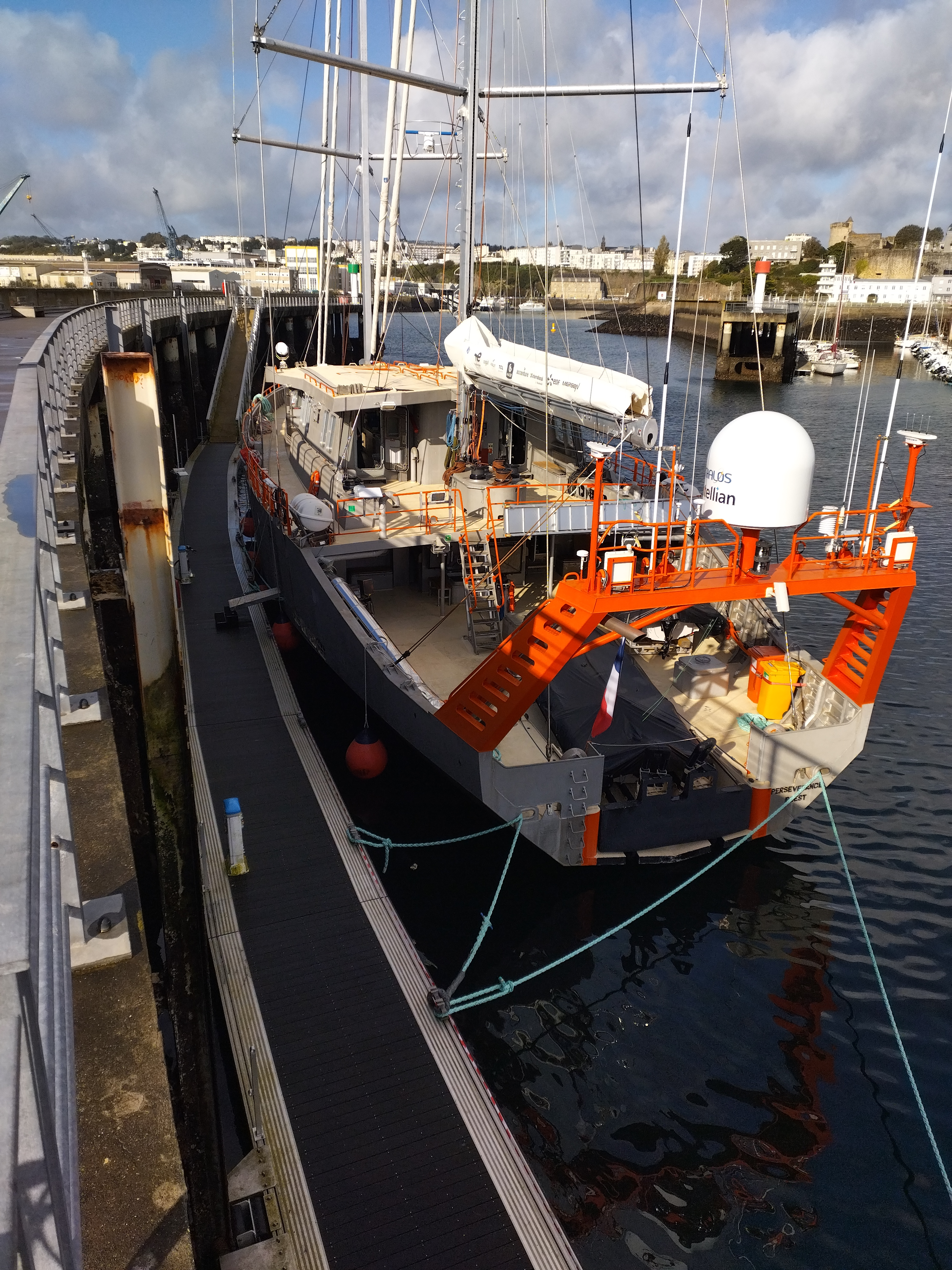
La Persévérance au port du Château à Brest (2024).
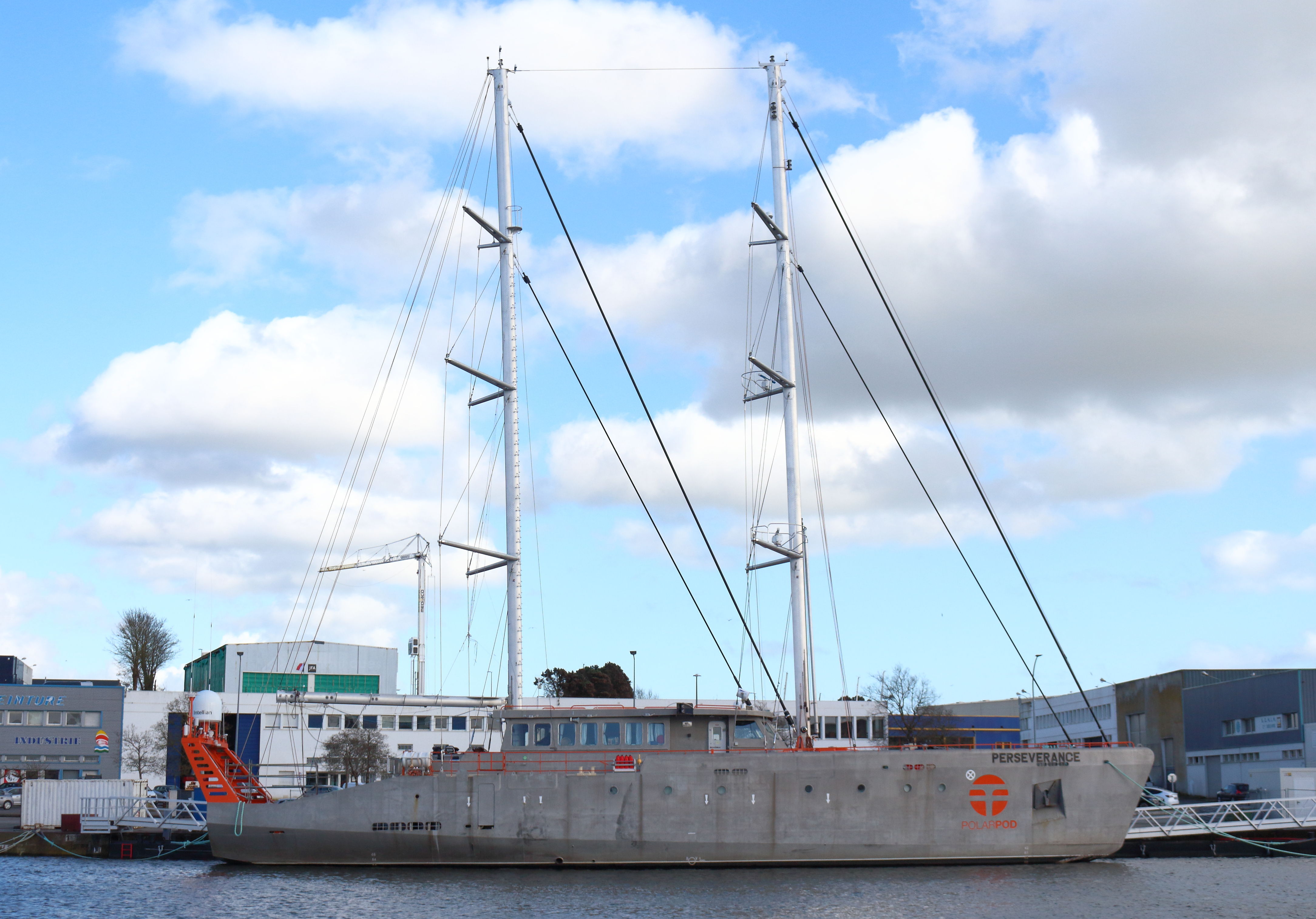
La Persévérance à Concarneau.
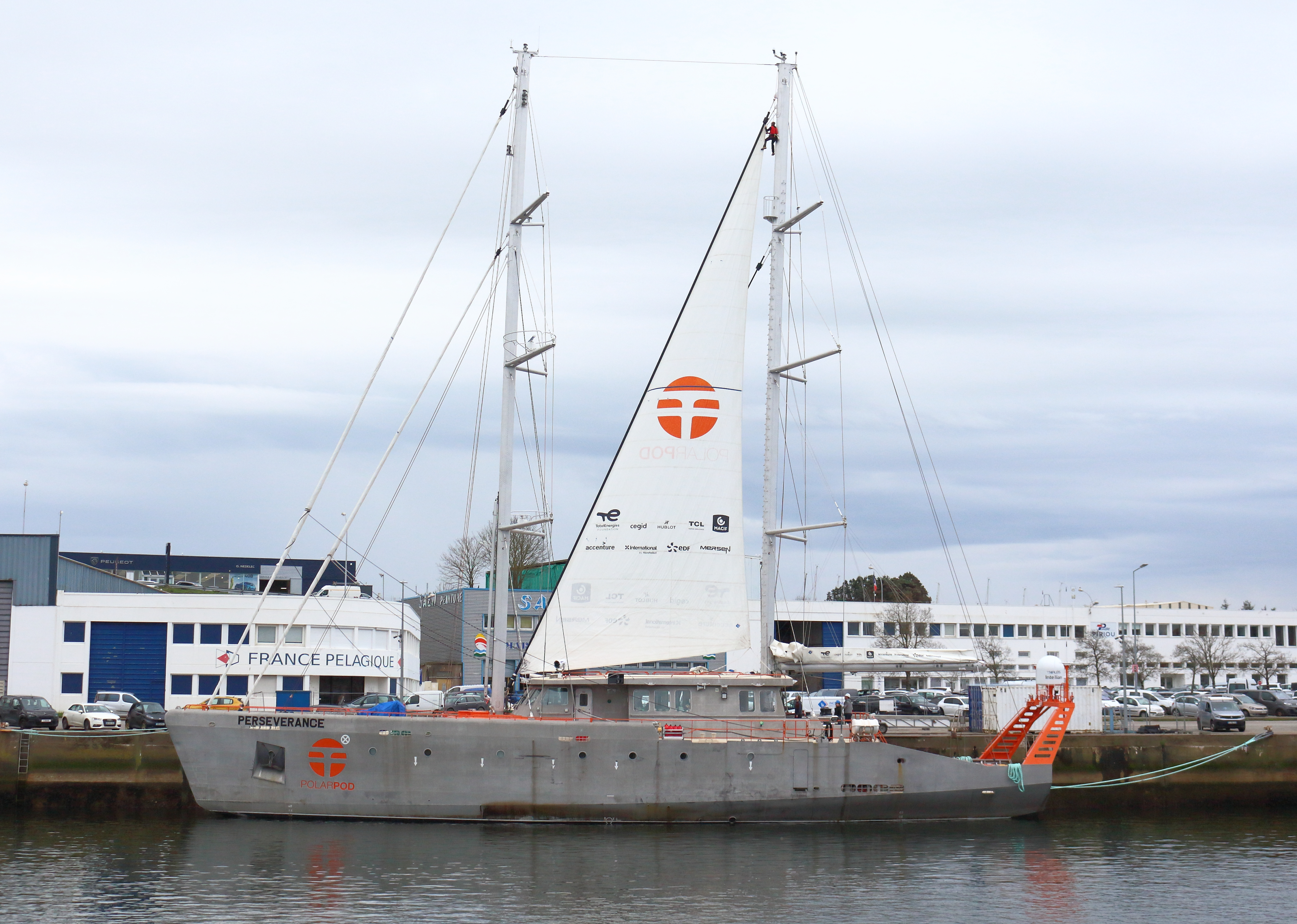
La Persévérance à Concarneau.